# Hassan Hassanein
Hassan Hassanein (Caïro, 1916 - 2 januari 1957) was een professioneel golfer uit Egypte. Hij werd vaak Doc genoemd.

## Nationaal
Hassanein begon als caddie op de Heliopolis Sand Course en groeide uit tot de meest succesvolle Egyptische golfer aller tijden. Hij voelde zich thuis op zand- en op grasbanen, hetgeen wel blijkt uit het feit dat hij tien edities won van het Desert Open, dat altijd in Maadi bij Caïro op zand gespeeld werd. In 1955 eindigde hij op de 2de plaats.
In 1951 won hij het nationale matchplaykampioenschap door de beroemde Australiër Norman Von Nida in de finale te verslaan.

### Gewonnen
Hassanein won onder andere
- 1946: Desert Open
- 1947: Desert Open
- 1948: Desert Open
- 1949: Desert Open, Egyptisch Open
- 1950: Desert Open, Egyptisch Open
- 1951: Desert Open, Egyptisch Open, Egyptisch Matchplay Kampioenschap
- 1952: Desert Open, Egyptisch Open
- 1953: Desert Open
- 1954: Desert Open
- 1956: Desert Open

## Internationaal
In Europa won hij tweemaal een Open, in Frankrijk op de Golf de Saint-Cloud en in Italië op Villa d'Este. Ook speelde hij driemaal in de laatste ronde van het Brits Open. In 1953 won Ben Hogan in Carnoustie en eindigde hij op de 17de plaats. 
Hij overleed op 40-jarige leeftijd ten gevolge van de ontploffing van een fornuis.

### Gewonnen
Hassanein won onder andere
- 1949: Italiaans Open
- 1951: Frans Open

### Teams
- Canada Cup (namens Egypte): 1955 (Washingron), 1956 (Wentworth)
- 3x George May's World Championship op Tarn O'Shanter in Chicago.